# 오스만령 그리스
오스만령 그리스(튀르키예어: Osmanlı döneminde Yunanistan)는 14세기부터 1821년 근대 그리스가 독립을 선언하기 전까지의 오스만 제국 영토를 말한다. 그리스에서는 이 시기를 투르크인의 지배(그리스어: Τουρκοκρατία)로 부른다.
1100년이 넘도록 그리스어권 세계 대부분을 지배하였던 동로마 제국은 1204년 제4차 십자군이 콘스탄티노폴리스를 약탈한 이후로 크게 약화되었다.
오스만 제국은 그리스에 진출하기 전에 북쪽의 세르비아인과 싸워 승리하였다. 오스만 제국은 1317년에 마리차강에서 부카쉰 므르냐브체비치가 이끄는 세르비아 군대를 처음으로 무찔렀다. 또 1389년에 코소보 전투에서 오스만이 또 승리를 거두었다. 
더 이상 세르비아인의 위협이 없어지자, 오스만 제국은 1453년 콘스탄티노폴리스를 함락하였으며, 남쪽의 그리스 반도로 진출하여 1458년에 아테네를 함락하였다. 펠로폰네소스반도 바깥의 그리스 사람들은 1460년까지 버텼으며, 일부 섬 지역은 베네치아인과 제노바인들이 지배하였으나, 1500년에 그리스의 평야와 섬 거의 대부분의 땅이 오스만 제국의 손에 넘어갔다. 그리스의 산지  지방은 대개 손이 닿지 않았으며, 외국의 지배를 피해 달아난 그리스 사람들의 피난처가 되었다.
키프로스는 1571년에 점령되었으며, 베네치아는 1670년까지 크레타섬을 점유하였다. 이오니아 제도는 오스만의 지배 기간이 무척 짧았는데, 케팔로니아섬은 1479년에서 1481년까지, 그리고 1485년에서 1500년까지 투르크의 지배를 받았으며, 대개 베네치아 땅으로 남았다. 